# مسجد سلمان (جيبوتي)
مسجد سلمان هو مسجد في مدينة جيبوتي بجيبوتي. مسجد سلمان قادر على استيعاب 1500 مصلي.